# Giverny
Giverny je naselje in občina v departmaju Eure v severni Franciji. Najbolj znana je po vrtu in domu Clauda Moneta.

## Lokacija
Giverny leži na desnem bregu reke Sene, kjer se vanjo izliva reka Epte. Mesto leži 80 km iz Pariza, nekoliko severozahodno, v stari pokrajini Normandiji (uradno v departmaju Eure, v regiji Zgornja Normandija.

## Zgodovina
Naselje je obstajalo na območju Givernyja od neolitika in spomenik odkrit potrjuje to dejstvo. Arheološke najdbe so obsegale čevlje, ki segajo v galsko-rimske čase in v zgodnje 1. in 2. stoletja našega štetja. Mesto je bilo znano že v antičnih časih kot Warnacum. Pridelava grozdja je bila dejavnost prebivalcev Givernyja v času Merovingov. Vaška cerkev datira v srednji vek in je delno zgrajena v romanskem slogu, z mnogimi kasnejšimi dodatki. Posvečena je Sv. Radegundi. Vas je ostala majhno podeželsko okolje z maloštevilnim prebivalstvom (okoli 301 leta 1883, ko jo je odkril Monet) in je od takrat doživela turistični razcvet z obnovo hiše in vrtov Clauda Moneta.

## Monet v Givernyju
Claude Monet je opazil vasi Giverny, medtem ko je gledal skozi okno vlaka. Najel je hišo in območje, ki jo je obkrožalo. Leta 1890 je imel dovolj denarja za nakup hiše in zemljišča in se odločil ustvariti čudovite vrtove za potrebe slikanja. Nekatere od njegovih najbolj znanih slik so bile narejene na njegovem vrtu v Giverny, ki slovi po svoji pravokotni  Clos normand, s potmi in plezalkami, ki se prepletajo okoli obarvanih grmovnic, vodim vrtom, ki ga je ustvaril s pritokom na reko Epte, z japonskim mostom, ribnikom z lokvanji, glicinijami in azalejami.
Monet je živel v hiši s fasado iz znamenite roza zdrobljene opeke od leta 1883 do svoje smrti leta 1926. On in mnogi člani njegove družine so pokopani na vaškem pokopališču.

## Skupina Giverny
Okoli leta 1887 so se številni ameriški impresionistični umetniki naselili v Giverny, da bi slikali krajine in uživali v atmosferi in prisotnosti Moneta. To so bili Willard Metcalf, Louis Ritter, Theodore Wendel in John Leslie Breck. Mnogi so podaljšali svoj obisk poletja skozi celo leto. Ameriški slikar Theodore Earl Butler se je leta 1892 poročil z Monetovo pastorko in včasih modelom, Suzanne Hoschedé.
Frederick Carl Frieseke je preživel vsako poletje od leta 1906 s 1919 kot Monetov soseda. Izraz Dekorativni impresionizem je skoval leta 1911 za opis Friesekejevih del in izraz opisuje delo "drugega vala" ameriških slikarjev v Giverny, kot je Richard E. Miller. V decembru 1910 je šest umetnikov (Frieseke, Miller, Lawton S. Parker, Guy Rose, Edmund Greacen in Karl Anderson) razstavljalo v Madison Gallery v New Yorku. Skupino so poimenovali "Skupina Giverny".
Prva svetovna vojna v veliki meri zaznamovala konec likovne kolonije.

## Zanimivosti
Nepremičnine Clauda Moneta v Givernyju (hiša in vrt), je njegov sin leta 1966 zapustil Académie des Beaux-Arts. V letu 1980, po zaključku obsežnih restavratorskih del, je postal muzej odprt za javnost: ogromen studio Nymphea je bil obnovljen in v več prostorih prikazana dragocena zbirka japonskih grafik, visela je na način, kot ga je izbral mojster sam. Vrtove so ponovno zasadili, kot so bili nekoč. Hiša je postala priljubljena turistična atrakcija (Claude Monet Foundation), še posebej v poletnih mesecih, ko cvetijo rože. Od 6. aprila 1976 je zgodovinski spomenik.
Druga glavna atrakcija v vasi je Muzej impresionizma Giverny (musée des impressionnismes Giverny), posvečen zgodovini impresionizma in nadaljevanju v Giverny likovni koloniji in vzdolž reke Sene. Hrani izvirna dela velikih imen impresionizma, vključno Givernyjevo kolonijo slikarjev in dolino Sene. Ustanovljen je bil kot Musée d'Art Américain s pomočjo Fondation Terra in odprt leta 1992.
Ko se je leta 1883 Monet preselil v Giverny, je bil star Hôtel Baudy le Epicerie le s točilnico. Ime je dobil po nekdanjih lastnikih. Leta 1891 je bila stavba spremenjena v hotel s 20 sobami, v katerih so bili nastanjeni predvsem slikarji iz Združenih držav Amerike. Rožni vrt s hotelom Baudy je bil ustanovljen v poznem 19. stoletju. Danes se objekt uporablja kot restavracija.
Cerkev Sv. Radegunde iz 11. stoletja, je registrirana kot zgodovinski spomenik od 16. aprila 2009. Pred tem (26. december 1927) sta bili registrirani le apsida in južna fasada, ki sta še prvotni. Severna stena ladje in severna apsida sta iz 12. stoletja. Auparavant, l'abside et le pignon sud étaient inscrits partiellement en date 26.
Na pokopališču cerkve je grob Clauda Moneta.
V bližini, zahodno od cerkve sv. Radegunde, je menhir.
- Pozno popoldne, Giverny ; Guy Rose, 1910. San diego Museum Of Art
- Hiša v Givernyju, Frederick Carl Frieseke, 1912. Zbirka Carmen Thyssen-Bornemisza, hrani Musée Thyssen-Bornemisza, Madrid
- Vhod v Musée des Impressionnismes
- L'hôtel Baudy
- Cerkev sv. Radegunde
- Hiša Clauda Moneta v Givernyju
- Lokvanji v vrtu Clauda Moneta

## Osebnosti
- Germain Delavigne (1790–1868), pesnik, libretist in pisec besedil, rojen v Givernyju

V vasi so delali tudi:
- Claude Monet (1840–1926), slikar, živel in delal od 1883 do smrti.
- Lilla Cabot Perry (1848–1933), ameriška slikarka, Monetova soseda
- Theodore Robinson (1852–1896), ameriški slikar, živel od 1884 - do 1885 v Givernyju
- Václav Radimský (1867–1946), češki slikar, živel in slikal od 1890 nekaj let v Givernyju